# Big Stone Gap
Big Stone Gap är en kommun av typen town i Wise County i den amerikanska delstaten Virginia med 5 614 invånare (2010).
Enligt folkräkningen 2010 är befolkningen till 79,2 procent vit och 18,1 procent svart. 1,5 procent av befolkningen talar något annat språk än engelska hemma. 55,5 procent äger sitt eget boende och 27 procent lever under fattigdomsgränsen.

## Kända personer från Big Stone Gap
- Linwood Holton, politiker